# Klinopis
Klinopis ili klinovo pismo, poznato kao i klinasto pismo, jedno je od najranijih pisama. Stvorili su ga Sumerani u kasnom 4. tisućljeću pr. Kr. kao sustav piktograma. S vremenom su piktogrami pojednostavljeni i postali su apstraktnima. Klinovim pismom pisalo se po glinenim pločicama u koje su se utiskivali znakovi komadom trske, stilusom. Otisci su imali oblik klina pa je po tomu pismo dobilo ime. Prilagođenim sumerskom pismom služili su se u Babilonu, Asiriji i susjednim zemljama, dok su Ugarićani, Perzijanci, kao i Egipćani i Aramejci imali svoja klinova pisma.

## Povijest
Sustav pisanja klinovim pismom je nastao vjerojatno oko 3000 pr. Kr. u Sumeru; posljednja upotreba bilježi se 75. godine.
Klinovo pismo je prošlo bitne promjene kroz razdoblje od više od dva tisućljeća. Sljedeća slika prikazuje razvoj znaka SAG – glava (Borger nr. 184, U+12295).
Stadij 1 prikazuje piktogram kako je crtan oko 3000 pr. Kr. Stadij 2 je rotirani piktogram, kakav se upotrebljavao oko 2800 pr. Kr. Stadij 3 je apstraktni glif u arhaičnim monumentalnim natpisima, iz oko 2600 pr. Kr., a stadij 4 je znak kako je pisan u glini, u isto vrijeme kao i stadij 3. Stadij 5 predstavlja kasno 3. tisućljeće pr. Kr.; stadij 6 je staroasirski znak ranog 2. tisućljeća, kako su ga koristili Hetiti. Stadij 7 je pojednostavljen znak kakav su pisali asirski pisari u ranom 1. tisućljeću pr. Kr. pa sve do izumiranja pisma.

## Znakovi
- Dingir

## Vanjske poveznice
|  | Zajednički poslužitelj ima još gradiva o temi klinovo pismo |

- Online Translator - Prevodi engleske riječi i rečenice na drevno asirski, babilonsko i sumersko klinovo pismo (eng.)
- Budge, E.A. Cuneiform Texts from Babylonian Tablets, &c. in the British Museum  Arhivirana inačica izvorne stranice od 21. ožujka 2009. (Wayback Machine) London, Harrison and Sons, 1896. (eng.)
- Cuneiform Digital Library Initiative. Zajednički projekt University of California at Los Angeles i Instituta Max Planck za povijest znanosti (eng.)